# Konrad Lischka

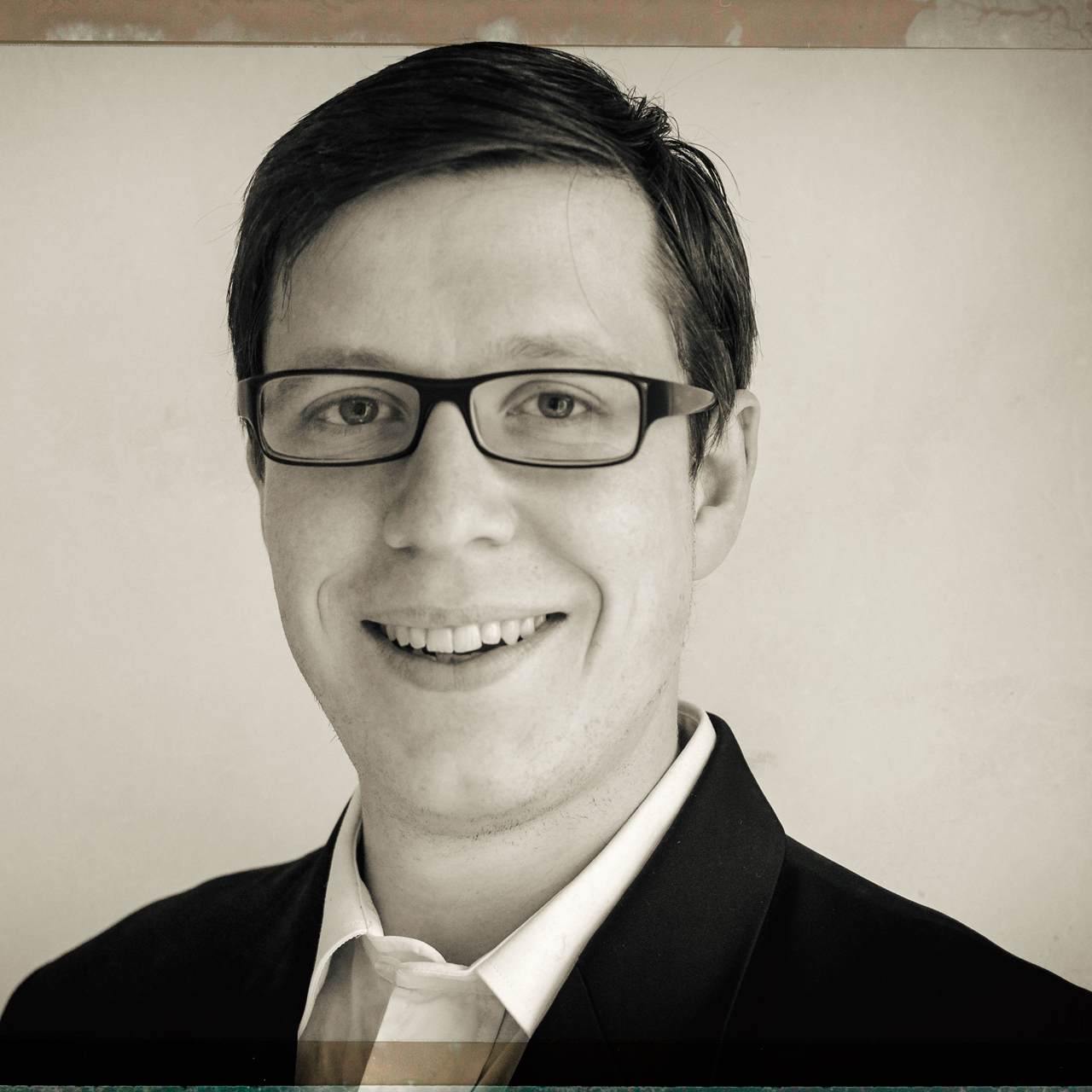
Konrad Lischka

Konrad Lischka (* 26. Oktober 1979 in Katowice, Polen) ist ein deutscher Autor und Journalist.

## Leben
Lischka wuchs im Ruhrgebiet auf, machte 1999 in Essen Abitur und absolvierte bis 2003 die Deutsche Journalistenschule in München. Parallel absolvierte er ein Studium an der Universität München Journalistik, Politologie und Kunstgeschichte, welches er 2004 mit der Diplomarbeit Zurück zur Zukunft? Eine inhaltsanalytische Betrachtung der Feuilletonteile von FAZ und SZ im Zeitraum von 1999 bis 2002 unter besonderer Berücksichtigung von Themen, Darstellungsformen und Kulturbegriff abschloss. Zunächst arbeitete er als freier Mitarbeiter unter anderem für Frankfurter Rundschau, Süddeutsche Zeitung und taz. Ferner schrieb er medien- und computerbezogene Artikel für die c’t und die Neue Zürcher Zeitung. Lischka veröffentlichte mehrere Bücher unter anderem über die Geschichte des Computerspiels im Heise-Verlag. Von 2004 bis 2007 war Lischka Redaktionsleiter, dann Chefredakteur des Literaturmagazins bücher. Von April 2007 bis März 2014 war er Redakteur bei Spiegel Online im Ressort Netzwelt. Dort schrieb er in seiner Kolumne Fehlfunktion über die Tücken der Technik im Alltag. 2010 erschien eine Sammlung dieser Kolumnen als Buch und auch als Hörbuch.
Von 2014 bis 2016 war Lischka Referent für Digitale Gesellschaft in der Staatskanzlei Nordrhein-Westfalen. Er wurde im April 2016 Pressesprecher Strategische Kommunikation bei der Bertelsmann Stiftung und später Kreisgruppen-Geschäftsführer beim Paritätischen Wohlfahrtsverband in Essen.

## Publikationen
- Spielplatz Computer: Kultur, Geschichte und Ästhetik des Computerspiels. 2002, ISBN 3-88229-193-1
- Fehlfunktion. Warum Frischhaltefolie nie gerade abreißt und andere Alltagsärgernisse. 2010, ISBN 978-3-442-10225-9
- mit Frank Patalong: Dat Schönste am Wein is dat Pilsken danach. Die wunderbare Welt des Ruhrpotts. 2011, ISBN 978-3-7857-2439-2
- Konrad Lischka, Ole Reißmann, Christian Stöcker: We are Anonymous – Die Maske des Protests. Wer sie sind, was sie antreibt, was sie wollen. Goldmann Verlag, München 2012, ISBN 978-3-442-10240-2.
- Drachenväter: Die Geschichte des Rollenspiels. Edition Octopus, Münster 2014, ISBN 978-3956451157
- Drachenväter: Die Interviews. Prinn & Junzt, Münster 2014, ISBN 978-3981700800